# دکتر پاسکال
دکتر پاسکال (به فرانسوی: Le docteur Pascal) نام رمانی از امیل زولا نویسنده، روزنامه‌نگار و نمایش‌نامه‌نویس فرانسوی است. این کتاب که در سال ۱۸۹۳ منتشر شد، آخرین رمان و پایان مجموعهٔ ۲۰ جلدی روگن ماکار است.

## تشریح و تکوین کتاب
دکتر پاسکال آخرین رمان از سری مجموعه خانوادهٔ روگُن‌ها است که اولین آن ثروت روگن‌ها است. زولا در برنامه‌ریزی خود تصمیم داشته که این سری را در ۱۰ رمان خلاصه کند؛ ولی با نوشتن نانا در سال ۱۸۸۰، تمایل می‌یابد تا هر چه بیشتر برنامه کارش را پر بارتر و حجیم تر گرداند. وی هنگامی که به نوشتن دکتر پاسکال مشغول می‌گردد بیست سال پیرتر شده و تجربیات ذیقیمتی کسب کرده‌است. او دیگر زولائی نیست که ثروت روگن‌ها را نوشت، او ریز بین تر شده و می‌داند که توقع خوانندگانش نیز متحول تر گردیده. از سوئی تغییرات عظیمی از جهت فلسفه، سیاسی و حتی مذهبی کرده‌است. زولا به رغم تمام بدبینی هائی که در وجودش موج می‌زند، هنگامی به نوشتن آخرین رمان خانواده روگن‌ها همت می‌گمارد که مادرش را از دست داده‌است و در همان سال دوست نزدیکش فلوبر چشم از جهان فرو بسته‌است. در این زمان ترس و وحشت زولا را دگرگون می‌نماید. زولا دیگر قانع نمی‌شود تا به آثاری بپردازد که در ردیف نوشته‌های قبلی قرار گیرد. او به ناشر خود می‌گوید بالاخره علم در جائی باید معرفی شود. به همین جهت نیز در رمان دکتر پاسکال از تمام اطلاعات و تحقیقات خود بهره می‌گیرد و اعتراف می‌کند که می‌خواهم با نوشتن رمان دکتر پاسکال تمام مفاهیم فلسفی این سری را خلاصه کنم. پاسکال در حقیقت همان زولای دانشمند است زیرا نویسنده در تاریخ ۲۵ ژانویه ۱۸۹۲ قبل از به پایان رساندن کتابش به سانتن کولف که محرم راز رمان‌هایش محسوب می‌شود اظهار می‌کند: من در حال نوشتن آخرین رمان از سری روگن - ماکار هستم که از جهت تاریخی، علمی و حتی فلسفی به انتهای خط راه می‌یابد. زولا در زمستان ۱۸۹۲ دکتر پاسکال را قلم می‌زند. او پیر شده‌است و از پای افتاده‌است. در حقیقت ترس از مرگ بر او چیره شده‌است.

## نام گذاری کتاب در تبعید
زولا پس از انتشار مقاله «من متهم می‌کنم» در ماجرای آلفرد دریفوس به انگلستان تبعید می‌شود، او در هتل گروسونور در لندن با نام مستعار موسیو پاسکال اتاق رزرو می‌کند. در این رمان معلوم می‌شود که شخص دکتر پاسکال بازگوکننده فکر و اندیشه و تمام امیال درونی زولای نویسنده است. کلوتید به جای ژان روزرو ابراز وجود می‌کند. او که دختر ۲۱ ساله‌ای هست در سال ۱۸۸۲ در مدان به عنوان فروشنده لباس به منزل خانم آلکساندرین زولا راه می‌یابد. زولا با دیده‌ای تحسین‌برانگیز او را می‌نگرد. نویسنده در این رمان علاوه بر نمایاندن آخرین پسر خانواده، همچنین عشق پیرمردی ۶۰ ساله به دختری ۲۵ ساله و در نهایت جدل بین علم و اعتقاد را به نمایش می‌گذارد

## هنر و مصالح نویسنده در نوشتن اثر
همان‌طور که پیشتر گفته شد، دکتر پاسکال آخرین مجموعه از سری کتاب‌های زولا به نام روگن - ماکار می‌باشد. این اثر ادبی هم استراتژی و هم تاکتیک را با هم در بر می‌گیرد. روگن - ماکار از یک عقیده از پیش تعیین شده تشکیل می‌شود که با روی هم انباشتن رمان هائی کم و بیش مستقل، به دور محوری اصلی و اندیشه‌ای مرکزی یعنی جایگزینی قضا و قدر به وسیلهٔ توارث گردش می‌کند. زولا در این اثر ناچار است بیش از اولین رمان این سری تن به اطاعت و انقیاد بدهد. زیرا با انتشار هر یک از آن‌ها بیش از پیش به سوی منطق گام برمی‌دارد. دکتر پاسکال یعنی متخصص در امر توارث، همان زولای دانشمند است. این انتخاب کار او را آسان‌تر می‌کند. او مردی پیرو منطق، پزشکی حاذق و بالاخره یک محقق است. اندیشه زولا در توارث از پروسپر لوکاس. دوست امیل شکل می‌گیرد که در جوانی توجهش را به داروین و فرضیه وی جلب می‌کند. زولا در قسمتی از رمان، سوختن «عمو ماکارت» را مطرح می‌سازد که از دانشنامه بزرگ لاروس منتشر شده در قرن نوزدهم تحت نام احتراق بهره می‌گیرد. در این بخش از فرهنگ لاروس آمده‌است که: آیا امکان دارد بدن انسان خود به خود آتش بگیرد و بسوزد. در این مورد نمونه هائی ذکر می‌گردد که به سوختن و احتراق بدن انسان‌های چاق و فربه و دائم‌الخمر مربوط می‌شود.

## ترجمه فارسی کتاب
کتاب دکتر پاسکال در تاریخ آبان ۱۳۶۲ توسط انتشارات اکباتان و به ترجمه دکتر سید محمد علی خندان در ۴۵۶ صفحه به فارسی برگردانده شد